# Iguanura
Genre
Iguanura est un genre de la famille des Arecaceae (Palmiers) comprenant des espèces natives de Thaïlande, Malaisie, Bornéo, et Sumatra.

## Classification
- Sous-famille des Arecoideae
  - Tribu des Areceae

## Liste des espèces et variétés
Selon World Checklist of Selected Plant Families (WCSP) (30 décembre 2013) :
- Iguanura ambigua Becc. (1886)
- Iguanura asli C.K.Lim (1996 publ. 1998)
- Iguanura belumensis C.K.Lim (1996 publ. 1998)
- Iguanura bicornis Becc. (1886)
- Iguanura borneensis Scheff. (1876)
- Iguanura cemurung C.K.Lim (2003)
- Iguanura chaiana Kiew (1979)
- Iguanura corniculata Becc. (1886)
- Iguanura curvata Kiew (1979)
- Iguanura diffusa Becc. (1886)
- Iguanura divergens Hodel (1997)
- Iguanura elegans Becc. (1886)
- Iguanura geonomiformis Mart. (1845)
- Iguanura humilis (Kiew) C.K.Lim (1996 publ. 1998)
- Iguanura kelantanensis C.K.Lim (1996 publ. 1998)
- Iguanura leucocarpa Blume (1838)
- Iguanura macrostachya Becc. (1886)
- Iguanura melinauensis Kiew (1976)
- Iguanura minor Kiew (1976)
- Iguanura mirabilis C.K.Lim (1996 publ. 1998)
- Iguanura myochodoides Kiew (1976)
- Iguanura palmuncula Becc. (1886)
  - variété Iguanura palmuncula var. magna Kiew (1976)
  - variété Iguanura palmuncula var. palmuncula
- Iguanura parvula Becc. (1892)
- Iguanura perdana C.K.Lim (1996 publ. 1998)
- Iguanura piahensis C.K.Lim (1996 publ. 1998)
- Iguanura polymorpha Becc. (1886)
- Iguanura prolifera Kiew (1976)
- Iguanura remotiflora H.Wendl. (1859)
- Iguanura sanderiana Ridl. (1904)
- Iguanura speciosa Hodel (1997)
- Iguanura tenuis Hodel (1997)
  - variété Iguanura tenuis var. khaosokensis C.K.Lim (1998)
  - variété Iguanura tenuis var. tenuis
- Iguanura thalangensis C.K.Lim (1998)
- Iguanura wallichiana (Mart.) Benth. & Hook.f. ex Becc. (1886)
  - variété Iguanura wallichiana var. major Becc. ex Hook.f. (1892)
  - variété Iguanura wallichiana var. rosea C.K.Lim (1996 publ. 1998)
  - variété Iguanura wallichiana var. wallichiana

Selon NCBI (30 décembre 2013) :
- Iguanura wallichiana

Selon The Plant List (30 décembre 2013) :
- Iguanura ambigua Becc.
- Iguanura asli C.K.Lim
- Iguanura belumensis C.K.Lim
- Iguanura bicornis Becc.
- Iguanura borneensis Scheff.
- Iguanura cemurung C.K.Lim
- Iguanura chaiana Kiew
- Iguanura corniculata Becc.
- Iguanura curvata Kiew
- Iguanura diffusa Becc.
- Iguanura divergens Hodel
- Iguanura elegans Becc.
- Iguanura geonomiformis Mart.
- Iguanura humilis (Kiew) C.K.Lim
- Iguanura kelantanensis C.K.Lim
- Iguanura leucocarpa Blume
- Iguanura macrostachya Becc.
- Iguanura melinauensis Kiew
- Iguanura minor Kiew
- Iguanura mirabilis C.K.Lim
- Iguanura myochodoides Kiew
- Iguanura palmuncula Becc.
- Iguanura parvula Becc.
- Iguanura perdana C.K.Lim
- Iguanura piahensis C.K.Lim
- Iguanura polymorpha Becc.
- Iguanura prolifera Kiew
- Iguanura remotiflora H.Wendl.
- Iguanura sanderiana Ridl.
- Iguanura tenuis Hodel
- Iguanura thalangensis C.K.Lim
- Iguanura wallichiana (Mart.) Becc.

Selon Tropicos (30 décembre 2013) (Attention liste brute contenant possiblement des synonymes) :
- Iguanura ambigua Becc.
- Iguanura arakudensis Furtado
- Iguanura asli C.K.Lim
- Iguanura belumensis C.K.Lim
- Iguanura bicornis Becc.
- Iguanura borneensis Scheff.
- Iguanura brevipes Hook. f.
- Iguanura cemurung C.K.Lim
- Iguanura chaiana Kiew
- Iguanura corniculata Becc.
- Iguanura curvata Kiew
- Iguanura diffusa Becc.
- Iguanura divergens Hodel
- Iguanura elegans Becc.
- Iguanura ferruginea Ridl.
- Iguanura geonomiformis Mart.
- Iguanura humilis (Kiew) C.K.Lim
- Iguanura kelantanensis C.K.Lim
- Iguanura leucocarpa Blume
- Iguanura macrostachya Becc.
- Iguanura malaccensis Becc.
- Iguanura melinauensis Kiew
- Iguanura minor Kiew
- Iguanura mirabilis C.K.Lim
- Iguanura multifida Hodel
- Iguanura myochodoides Kiew
- Iguanura palmuncula Becc.
- Iguanura parvula Becc.
- Iguanura perdana C.K.Lim
- Iguanura piahensis C.K.Lim
- Iguanura polymorpha Becc.
- Iguanura prolifera Kiew
- Iguanura remotiflora H. Wendl.
- Iguanura ridleyana Becc.
- Iguanura sanderiana Ridl.
- Iguanura speciosa Hodel
- Iguanura spectabilis Ridl.
- Iguanura speranskyana Bois
- Iguanura tenuis Hodel
- Iguanura thalangensis C.K.Lim
- Iguanura wallichiana (Mart.) Becc.